# Antonio Santa Cruz Blasco
Antonio Santa Cruz Blasco (Cadis, 29 de març de 1798 - Madrid, 8 d'octubre de 1865), fou un militar i polític espanyol, diputat, senador i ministre de marina durant el regnat d'Isabel II d'Espanya.

## Biografia
Va començar la seva carrera militar el 1814 com a cadet de la Guàrdia Reial i el 1818 passa als Caçadors Reials. Tanmateix el 1820 aconsegueix ingressar com a alferes a l'Armada Espanyola. El 1822 és destinat al bergantí Voluntario a Mèxic i les Antilles, i el 1827 fou ascendit a alferes de navili. El 1830, quan era destinat a la posta de Barcelona, es veu implicat en el pronunciament liberal d'Espoz y Mina i ha d'exiliar-se a França. En 1833 és amnistiat i torna a Espanya, però no fou readmès a l'Armada fins al 1835. Rep el grau de tinent de navili i és destinat com a segon secretari de la Capitania General del Departament de Cartagena. Durant la primera guerra carlina demana ser enviat al front i és destinat a València. Allí es fa amic de Baldomero Espartero, qui promourà el seu ascens a comandant el 1838 i a coronel el 1840. En 1840 fou destinat a Granada i en 1842 a Cadis. A la caiguda d'Espartero va perdre el seu ascens i fou destinat a l'Arsenal de Cartagena. El 1844 va participar en el pronunciament fallit d'Espartero i va haver d'exiliar-se a França. El 1847 va tornar i fou ascendit a brigadier, càrrec en el qual fou reafirmat després de la revolució de 1849. Fins a 1851 va estar agregat a la Revisió de Matrícules i el 1853 fou anomenat Cap d'Esquadra.
Entre desembre de 1854 i juliol de 1856 fou Ministre de Marina en el tercer, quart i cinquè gabinets de Baldomero Espartero. En 1855 fou diputat per Cadis en substitució de Baldomero Espartero. Després de la seva dimissió fou ascendit a tinent general en 1857 i en 1858 va rebre la gran creu de l'Orde de Sant Hermenegild. En 1861 fou nomenat senador vitalici i el 1863 ministre del Tribunal Suprem de Guerra i Marina. Va morir a Madrid el 8 d'octubre de 1865 víctima d'una epidèmia de còlera.